# Stefan Holm
Stefan Christian Holm  (Forshaga, 25. svibnja 1976.), bivši švedski atletičar, natjecao se u skoku u vis. Olimpijski i višestruki svjetski prvak. Holm sa svojom visinom, od samo 1,81 m,  dijeli neslužbeni svjetski rekord u visini skočene iznad vlastite visine 59 centimetara. 

## Životopis
Holma, je trenirao njegov otac. U djetinjstvu Stefan je volio igrali nogomet (sljedeći stope svoga oca, koji je u to vrijeme vratar u lokalnom nogometnom klubu). Nogomet je igrao do 1991. godine, kada je shvatio da će imati više uspjeha kao skakač u vis nego nogometaš.
Godine 2004. dobio je Svenska Dagbladet Zlatnu Medalju.
Na finalu svjetske lige u Stuttgartu 13. rujna 2008. Stefan je najavio umirovljenja iz sporta. Holm je završio svoju 20-godišnju karijeru s drugim mjesto na Svjetskom atletskom prvenstvu.

## Svjetska prvenstva
Na svjetskim prvenstvima osvojio je četiri zlata i to na prvenstvima u 2001. u Lisabonu
2003. u Birminghamu, 2004. u Budimpešti i 2008. u Valenciji

## Olimpijske igre
Holm je veliki proboj na scenu napravio na olimpijadi 2000. godine, kada je osvojio četvrto mjesto sa skok od 2,32 m. Na olimpijadu u Ateni 2004. godine osvojio zlato, dok je četiri godine kasnije u Pekingu ponovo bio četvrti kao i 2000. godine.

## Osobni rekordi
- 2,37 metres (otvoreno) Atena (Grand Prix) 2008.
- 2,40 metres (dvorana) Europsko dvoransko prvenstvo Madrid 2005.

## Vanjske poveznice
- Službena stranica Stefana Holma